# Synnøve Solemdal
Synnøve Solemdal, née le 15 mai 1989 à Kristiansund, est une biathlète norvégienne. Elle est sextuple championne du monde en relais.

## Carrière
Après avoir effectué une carrière encourageante chez les juniors (notamment deux podiums en Championnat du monde junior en 2010), elle intègre l'équipe première de Norvège de biathlon et marque ses premiers points en Coupe du monde lors de la saison 2008-2009. En décembre 2010, Solemdal monte sur son premier podium de Coupe du monde avec le relais norvégien à Hochfilzen.
Lors de la saison 2011-2012, elle obtient ses premiers résultats dans le Top 10, notamment une quatrième place au sprint d'Östersund, avant une victoire en relais à Hochfilzen.
Elle remporte la médaille d'or du relais mixte et la médaille de bronze du relais féminin aux Championnats du monde 2012 à Ruhpolding.
Lors de la saison 2012-2013, elle obtient sa première victoire en Coupe de monde, en remportant la poursuite d'Hochfilzen. Après deux médailles d'or aux Championnats du monde 2013 de Nove Mesto obtenues avec les relais mixte et féminin, elle termine la saison à la 24e place au général, loin de sa compatriote Tora Berger.
Elle remporte sa seconde victoire de Coupe du monde en décembre 2013, un an après sa première, au même endroit, à Hochfilzen, et sur la même épreuve, la poursuite. Lors de l'étape d'Oberhof, elle monte par deux fois sur le podium. Aux Jeux olympiques d'hiver de 2014, elle ne dispute que deux épreuves, le sprint et la poursuite, où elle se classe respectivement 35e et 36e.
En 2016, Solemdal se pose des questions sur la suite à donner à sa carrière, car elle souffre de multiples problèmes de santé. La saison 2016-2017 est blanche de résultats pour elle, du fait de la maladie de Lyme, ne faisant son retour qu'à la dernière étape de l'hiver à Kontiolahti.
Aux Jeux olympiques d'hiver de 2018, elle se classe 50e du sprint, 41e de la poursuite, 40e de l'individuel et 4e du relais.
En dépit de son manque de résultats sur le plan individuel depuis 2014, son expérience lui permet toutefois d'être régulièrement titularisée dans le relais féminin norvégien. Elle décroche ainsi trois nouveaux titres mondiaux de relais en 2016, 2019 et 2020.
Elle prend finalement sa retraite sportive en 2020.

## Palmarès

### Jeux olympiques d'hiver
| Édition \ Épreuve                | Individuel | Sprint | Poursuite | Départ en masse | Relais | Relais mixte |
| Jeux olympiques 2014 Sotchi      | —          | 35e    | 36e       | —               | —      | —            |
| Jeux olympiques 2018 Pyeongchang | 40e        | 50e    | 41e       | —               | 4e     | —            |

- — : N'a pas participé à l'épreuve.

### Championnats du monde
| Mondiaux \ Épreuve      | Individuel | Sprint | Poursuite | Mass start | Relais                    | Relais mixte         |
| 2011 Khanty-Mansiïsk    | 63e        | 43e    | DNF       | —          | 5e                        | —                    |
| 2012 Ruhpolding         | 39e        | 32e    | 24e       | 18e        | Médaille de bronze, monde | Médaille d'or, monde |
| 2013 Nové Město         | 53e        | 19e    | 19e       | 16e        | Médaille d'or, monde      | Médaille d'or, monde |
| 2015 Kontiolahti        | 46e        | —      | —         | —          | 5e                        | —                    |
| 2016 Holmenkollen       | —          | 34e    | 24e       | —          | Médaille d'or, monde      | —                    |
| 2019 Östersund          | 29e        | 62e    | —         | —          | Médaille d'or, monde      | —                    |
| 2020 Antholz-Anterselva | 60e        | —      | —         | —          | Médaille d'or, monde      | —                    |

Légende :
- : première place, médaille d'or
- : deuxième place, médaille d'argent
- : troisième place, médaille de bronze
- — : non disputée par Solemdal

### Coupe du monde

#### Classements détaillés
| Saison    | Classement général final | Classement général individuel | Classement général sprint | Classement général poursuite | Classement général mass start |
| 2008-2009 | 81e                      |                               | 81e                       | 68e                          |                               |
| 2009-2010 | 67e                      |                               | 57e                       | 64e                          |                               |
| 2010-2011 | 45e                      | 43e                           | 46e                       | 35e                          |                               |
| 2011-2012 | 13e                      | 16e                           | 11e                       | 15e                          | 12e                           |
| 2012-2013 | 24e                      | nc                            | 25e                       | 17e                          | 26e                           |
| 2013-2014 | 29e                      | 41e                           | 35e                       | 28e                          | 22e                           |
| 2014-2015 | 75e                      | nc                            | 67e                       | nc                           |                               |
| 2015-2016 | 44e                      | 31e                           | 59e                       | 39e                          | 40e                           |
| 2016-2017 | nc                       |                               | nc                        | nc                           |                               |
| 2017-2018 | 31e                      | 8e                            | 34e                       | 34e                          | 28e                           |
| 2018-2019 | 50e                      | 43e                           | 59e                       | 44e                          |                               |
| 2019-2020 | 51e                      | 52e                           | 62e                       | 35e                          |                               |

#### Podiums
Elle compte 5 podiums individuels à son palmarès, dont 2 victoires, 2 deuxièmes places et 1 troisième place.
| Résultat  | Individuel | Sprint | Poursuite | Départ en masse | Total |
| --------- | ---------- | ------ | --------- | --------------- | ----- |
| 1re place | 0          | 0      | 2         | 0               | 2     |
| 2e place  | 1          | 0      | 0         | 1               | 2     |
| 3e place  | 0          | 0      | 1         | 0               | 1     |

Elle obtient également 22 podiums avec les équipes de relais, dont 10 victoires, 7 deuxièmes places et 5 troisièmes places.
| Résultat  | Relais | Relais mixte | Total |
| --------- | ------ | ------------ | ----- |
| 1re place | 8      | 2            | 10    |
| 2e place  | 3      | 4            | 7     |
| 3e place  | 3      | 2            | 5     |

#### Détail des victoires
| Saison \ Épreuve | Individuel | Sprint | Poursuite  | Mass start | Total |
| 2012-2013        |            |        | Hochfilzen |            | 1     |
| 2013-2014        |            |        | Hochfilzen |            | 1     |
| Total            | 0          | 0      | 2          | 0          | 2     |

### Championnats du monde junior
- Ruhpolding 2008 : Médaille d'argent au relais (jeunes).
- Torsby 2010 : Médaille de bronze au sprint et à la poursuite, médaille d'argent au relais.

### Championnats d'Europe junior
- Médaille d'or de la poursuite en 2010.
- Médaille d'argent de l'individuel en 2009.
- Médaille de bronze du sprint en 2010.